# Messolonghi
Messolonghi (græsk: Μεσολόγγι, udtalt [mesoˈloɲɟi]) eller Missolonghi er en kommune med 34.416 mennesker (ifølge folketællingen i 2011) i det vestlige Grækenland. Byen er hovedstaden i den regionale enhed Aetolien-Acarnanien og sæde for Iera Polis Messolongiou kommune (græsk: Ιερά Πόλις Μεσολογγίου 'hellige by Missolonghi'). Messolonghi er kendt som stedet for en dramatisk kamp under den græske uafhængighedskrig og for digteren Lord Byrons død.

## Geografi
Byen ligger mellem floderne Achelous og Evinos og har en havn ved Patrasbugten . Den handler med fisk, vin og tobak. Arakynthos-bjergene ligger mod nordøst. Byen er næsten kanaliseret, med huse i bugten og sumpområderne. Missolonghi–Aitoliko Lagunerne ligger mod vest. I oldtiden var landet en del af bugten.

## Administration
Kommunen Missolonghi (officielt navn: græsk: Δήμος Ιεράς Πόλεως Μεσολογγίου) blev dannet ved kommunalreformen i 2011 ved fusionen af de 3 tidligere kommuner: 
- Aitoliko
- Missolonghi
- Oiniades

Kommunen har et areal på 680.372 km2, den kommunale enhed 280.168 km2.